# Thektogaster subvirescens
Thektogaster subvirescens är en stekelart som först beskrevs av Zetterstedt 1838.  Thektogaster subvirescens ingår i släktet Thektogaster och familjen puppglanssteklar. Arten är reproducerande i Sverige. Inga underarter finns listade i Catalogue of Life.